# Яриловицька волость
Яриловицька волость — історична адміністративно-територіальна одиниця Городнянського повіту Чернігівської губернії з центром у селі Нові Яриловичі.
Станом на 1885 рік складалася з 30 поселень, 28 сільських громад. Населення — 10405 осіб (5052 чоловічої статі та 5353 — жіночої), 1681 дворових господарства.
|                     | Площа, десятин | У тому числі орної, дес. |
| ------------------- | -------------- | ------------------------ |
| Сільських громад    | 14158          | 5986                     |
| Приватної власності | 15189          | 2905                     |
| Іншої власності     | 573            | 119                      |
| Загалом             | 29920          | 9010                     |

Поселення волості:
- Нові Яриловичі — колишнє державне село при річці Аткильня за 45 верст від повітового міста, 1120 осіб, 182 дворів, православна церква, школа, постоялий двір, 2 постоялих будинки, водяний млин. За 12 верст — цегельний завод із водяним млином. За 20 верст — цегельний завод. За 20 верст — Задеріївка з православною церквою та крупорушкою.
- Олешня — колишнє власницьке село при річці Сухий Вир, 262 особи, 46 дворів, православна церква, постоялий будинок.
- Ганнівка — колишнє власницьке село при річці Сухий Вир, 232 особи, 35 дворів, водяний млин, винокурний завод.
- Вербівка — колишнє державне село, 661 осіб, 123 двори, православна церква.
- Горностаївка — колишнє державне та власницьке село при річці Кача, 1025 осіб, 190 дворів, православна церква, школа, постоялий будинок.
- Зайців Хутір — колишнє державне село при річці Кача, 730 особи, 124 двори, постоялий будинок.
- Кам'янка — колишнє власницьке село при річці Дніпро, 538 осіб, 97 дворів, православна церква, 2 постоялих будинки.
- Клубівка — колишнє державне село при болоті, 901 особа, 144 двори, постоялий будинок.
- Ловинь — колишнє власницьке містечко при річці Ловинка, 474 особи, 67 дворів, православна церква, єврейський молитовний будинок, постоялий будинок, склозавод.
- Скиток — колишнє державне село при річці Сож, 75 осіб, 12 дворів, православна церква, постоялий будинок.
- Старі Яриловичі (Старе Село) — колишнє державне село при річці Сож, 534 особи, 86 дворів.

1899 року у волості налічувалось 35 сільських громад, населення зросло до 16921 особи (8384 чоловічої статі та 8537 — жіночої).